# Kisdobos
Kisdobos ifjúsági magazin 6-10 évesek számára, amely 1952. március/április és 1989. december között jelent meg a DISZ Központi Vezetősége (1952-1956) majd a Magyar Úttörők Szövetsége (1957-1989) kiadásában.

## Története
Kezdetben a felelős szerkesztője Zelk Zoltán volt.
Nagy László 1953 augusztusától 1957 februárjáig munkatársa a lapnak: szerkesztőként, majd főszerkesztőként.
A folyóiratot eleinte havonta (1952-1973), majd évente 10 alkalommal (1974-1989) adták ki. Nem jelent meg 1956. október és 1957. február között.

## Rovatai[1]
- Kisdobos Képtár
- Gyermekversek
- Bemutatjuk... (riport)
- Egyszer volt, hogy is volt?
- Fürkészoldal
- Kivágós
- Az én Barátom
- Betűzgető (Az első osztályosok oldala)
- Messze földön jártam
- Kedvenceink a lakásban (Schmidt Egon oldala - 1988)
- Nézz a lábad elé (Schmidt Egon oldala)
- Dobra verjük
- Szél hozott, szél visz el
- Postafiók 100 (Olvasók írták)
- Barátunk a számítógép
- Fejtörő
- Varázskezek
- A kék kerítés (Marék Veronika képregényei)

Mellékletei voltak a Kisdobos kiskönyvtár (1986) és a kivágható rajzmelléklet (1963-1988).
Különszámai: Állatfürkésző (1985) és Növényfürkésző (1986).

## Munkatársak 1988-1989-ben
- Jani Gabriella - főszerkesztő

### A szerkesztőbizottság tagjai
- T. Aszódi Éva
- Hankovszky Valéria
- dr. Havas Péter
- Jani Gabriella
- Orgoványi Anikó
- Trencsényi László

### A szerkesztőség munkatársai
- Ferenczy Ágnes
- Gaál Ödönné
- Kóka Rozália
- Salát Anna
- Szabó Bea
- Zentai Mari